# Kálnarosztoka
Kálnarosztoka (szlovákul: Kalná Roztoka) község Szlovákiában, az Eperjesi kerület Szinnai járásában. Kálna és Rosztoka 1866-os egyesülésével jött létre.

## Fekvése
Szinnától 13 km-re keletre, az Ublya-patak partján fekszik.

## Nevének eredete
Neve a szláv roztoka (= szétfolyás) szóból származik.

## Története
1554-ben említik először.
A 18. század végén Vályi András így ír róla: „ROSZTOKA. Kálna Rosztoka, Sztratsin Rosztoka. Két orosz falu Zempl. Várm. földes Urok Szirmay Uraság, lakosaik ó hitüek, fekszenek egymáshoz mintegy 3/4 órányira, amaz d. Klenovához, e’ pedig é. Priszlophoz 1 órányira; határjaik két nyomásbéliek, földgyeik hegyesek, és vőlgyesek, ’s leginkább zabot teremnek, erdejek bikkes, és nyirjes, legelővel bővelkednek, piatzok Ungváron, ’s Homonnán.”
Fényes Elek 1851-ben kiadott geográfiai szótárában így ír a két faluról: „Kálna, Zemplén v. orosz falu, Szinna fil. 4 római, 360 g. kath., 23 zsidó lak., görög templommal, 955 h. szántófölddel, erdővel. F. u. gr. Vandernath. Ut. p. N.-Mihály.
Rosztóka (Kálna), orosz falu, Zemplén vmegyében, Szinna fil., 5 r., 232 g. kath., 8 zsidó lak. Görög kath. templom, 955 hold szántóföld. F. u. gr. Vandernath. Ut. p. Szobráncz.”
Borovszky Samu monográfiasorozatának Zemplén vármegyét tárgyaló része szerint: „Kálnarosztoka, ruthén kisközség 568 gör. kath. vallású lakossal. Házainak száma 87. Postája Ublya, távírója és vasúti állomása pedig Kisberezna. A homonnai uradalom tartozéka volt és két falu, vagyis Kálna és Rosztoka egyesüléséből keletkezett. Újabbkori birtokosai a Szirmayak, majd a mult század elején gróf Van Dernáth Vilmos, azután gróf Vécsey Paulina és báró Redvitz Georgina. Ezeket követték Fischer Antal és Frigyes lovagok, 1884-ben pedig gróf Beaufort Spontin Frigyes. A községben két gör. katholikus templom van, melyek közül az egyik 1839-ben, a másik 1860-ban épült.”
1920 előtt Zemplén vármegye Szinnai járásához tartozott, majd az újonnan létrehozott csehszlovák államhoz csatolták. 1939 és 1945 között ismét Magyarország része.

## Népessége
| Év:            | 1994. | 2004.    | 2014.   | 2024.    |
| -------------- | ----- | -------- | ------- | -------- |
| Emberek száma: | 694   | 604      | 570     | 510      |
| Eltérés:       |       | -12,96 % | -5,62 % | -10,52 % |

| Év:            | 2023. | 2024.   |
| -------------- | ----- | ------- |
| Emberek száma: | 516   | 510     |
| Eltérés:       |       | -1,16 % |

1910-ben 572, túlnyomórészt ruszin anyanyelvű lakosa volt.
2001-ben 630 lakosából 410 szlovák, 172 ruszin volt.
2011-ben 562 lakosából 292 szlovák, 214 ruszin volt.

## Nevezetességei
- Keresztelő Szent Jánosnak szentelt görögkatolikus fatemploma a 18. században épült, 1839-ben megújították. Ikonosztáza 18. századi.
- Nagy Szent Vazul tiszteletére szentelt görögkatolikus temploma 1820-ban készült.